# Binnya Ran I
Cette page contient des caractères spéciaux ou non latins. S’ils s’affichent mal (▯, ?, etc.), consultez la page d’aide Unicode.
Binnya Ran I (birman ပထမ ဗညားရံ, pətʰəma̰ bəɲá jàɴ ; môn ဗညားရာံ ; ~1395–1446) fut le onzième souverain du royaume d'Hanthawaddy, en Basse-Birmanie. Il régna de 1426 à 1446. Prince héritier du royaume, il mit fin en 1423 à la Guerre de Quarante ans avec le royaume d'Ava. Il monta sur le trône en empoisonnant son frère aîné le roi Binnya Dhammaraza en 1426. Ses vingt années de règne furent globalement pacifiques, alors qu'Ava éprouvait d'importantes difficultés à maintenir son territoire intact. Il poursuivit une politique opportuniste pour l'affaiblir, notamment en soutenant la révolte de Taungû de 1437 à 1442, période durant laquelle son fils gouverna la ville comme vice-roi. Mais lorsqu'Ava reprit Taungû en 1442, Binnya Ran ne relança pas la guerre à grande échelle.

## Prince héritier
Binnya Ran était un fils du roi Razadarit. Après la mort de celui-ci, son fils aîné Binnya Dhammaraza monta sur le trône. Binnya Ran et son autre frère Binnya Kyan se révoltèrent immédiatement contre lui. Binnya Dhammaraza acheta Binnya Ran en le nommant prince héritier et gouverneur de Pathein (Bassein) et de tout le delta de l'Irrawaddy. (Il acheta aussi Binnya Kyan en le nommant gouverneur de Martaban.) Mais Binnya Ran, insatisfait, ne tarda pas à étendre son territoire en occupant en 1423 la région de Dagon (nord de l'actuelle Rangoon). Quand les forces du royaume d'Ava vinrent occuper Dala, de l'autre côté du fleuve, Binnya Ran proposa sa sœur aînée Shin Sawbu à leur roi Thihathu, et acheta ainsi la paix. Les forces d'Ava se retirèrent, mettant fin à la Guerre de Quarante ans entre les deux royaumes.
En 1426, Binnya Ran empoisonna Binnya Dhammaraza et le remplaça sur le trône.

## Règne
Une fois roi, Binnya Ran autorisa son frère Binnya Kyan à rester gouverneur de Martaban, où il exerçait une autorité presque indépendante. Lui-même fut bientôt impliqué dans les intrigues dynastiques du royaume d'Ava. En 1427, Mohnyin Thado y était monté sur le trône et le gouverneur de Taungû Sawlu Thinkhaya, qui considérait que la place aurait dû lui revenir, chercha à s'allier avec Binnya Ran contre Ava en lui proposant une de ses filles. Binnya Ran accepta et attaqua Prome avec les forces de Taungû. Cependant Mohnyin Thado rompit cette alliance en proposant une de ses nièces à Binnya Ran, qui préféra l'accepter que de reprendre la guerre à grande échelle.
En 1430, sa sœur Shin Sawbu, veuve de Thihathu depuis quatre ans, s'enfuit secrètement du royaume d'Ava. Binnya Ran la reçut à Pégou avec de grands honneurs.
L'alliance avec Ava était seulement de circonstance pour Binnya Ran. Il fut heureux de voir Mohnyin Thado aux prises avec des raids shans sur son territoire dans les années 1430. Puis lorsque Taungû se révolta une fois de plus contre Ava en 1437, il lui vint volontiers en aide. Grâce à lui, Taungû put vaincre Ava et son fils Minsaw devint vice-roi de la ville. Le roi d'Ava Minyekyawswa (1440-1443) la reprit cependant à la fin de 1442, nommant Tarabya, un Shan, à sa tête.
Dans les années suivantes, Binnya Ran observa sans intervenir le royaume d'Ava, qui sous son nouveau roi Narapati était maintenant aux prises avec des raids shans et des invasions de la dynastie Ming.
Il mourut à Pégou après vingt ans de règne, et fut remplacé sur le trône par son neveu et fils adoptif Binnya Waru, fils de sa sœur Shin Sawbu.
Son fils Leik Munhtaw fut brièvement roi à son tour en 1453.